# زينب عبد الحميد
زينب عبد الحميد الزرقاني (27 يناير 1919 - 9 نوفمبر 2002) هي رسامة وفنانة تشكيلية مصرية، اشتهرت بلوحاتها عن المدن المصرية، عُرضت أعمالها في جميع أنحاء العالم في مصر، وإيطاليا، والنمسا، والولايات المتحدة، والمجر، وإسبانيا، والبرازيل، وحصلت على العديد من الجوائز خلال مسيرتها المهنية.

## حياتها
ولدت زينب عبد الحميد في مدينة بنها في 27 يناير 1919 في محافظة القليوبية، بدأت حياتها في بداية الثورة المصرية عام 1919 وكانت آنذاك وجود موجات من التحولات الاجتماعية والسياسية والثقافية في البلاد. حاصلة على دبلوم فنون جميلة من المعهد العالي لمعلمات الفنون قسم فنون جميلة عام 1945، بعد تخرجها شارك في تأسيس وتطوير مجموعة الفنون الحديثة التي تأسست في عام 1946، والتي كان ضمن هذه المجموعة زوجها عز الدين حمودة مع فنانين آخرين أمثال عبد الهادي الجزار وجاذبية سري، عرضت الحكومة المصرية منحة دراسية لزوجها فذهبت معه الى مدريد عام 1948، وحصلت هناك على شهادة عليا من الأكاديمية الملكية للفنون الجميلة في سان فرناندو، ثم على الاستاذية عام 1952. عادت بعد ذلك الى القاهرة وبدأت التدريس في معهد التربية الفنية.
في خمسينيات القرن الماضي اتجهت الدولة المصرية لدعم الثقافة والفنانين، لذلك برز العديد منهم، حيث كان لها حضور مميز بينهم والتي على أثرها رشحت لجائزة غوغنهايم الدولية عام 1956، ومثلت مصر والجمهورية العربية المتحدة في بينالي البندقية عام 1958، عادت الى التدريس في كلية التربية الفنية في جامعة حلوان، ثم بعدها قررت السفر الى واشنطن العاصمة لعرض أعمالها هناك، توفي زوجها في عام 1990، ونظمت لهُ معرضاً في القاهرة، وطُلب منها رسم جدارية لمبنى جريدة الأهرام في القاهر عام 1992.

## عضوية ومناصب
- عضو في نقابة الفنانين التشكيليين (تصوير).
- عضو مؤسس لجماعة صوت الفنان 1945.
- عملت بالتدريس في معهد معلمات الفنون الجميلة الذى تحول الى كلية التربية الفنية عام 1952.
- عينت في درجة استاذ بقسم التصوير بمعهد التربية الفنية ـ كلية التربية الفنية ـ حلوان 1952.

## الوفاة
توفيت الفنانة زينب عبد الحميد في 9 نوفمبر 2002 عن عمر ناهز 83 عامًا. تاركة وراءها مجموعة كبيرة من اللوحات والجوائز.